# Fortificaciones de Bangkok

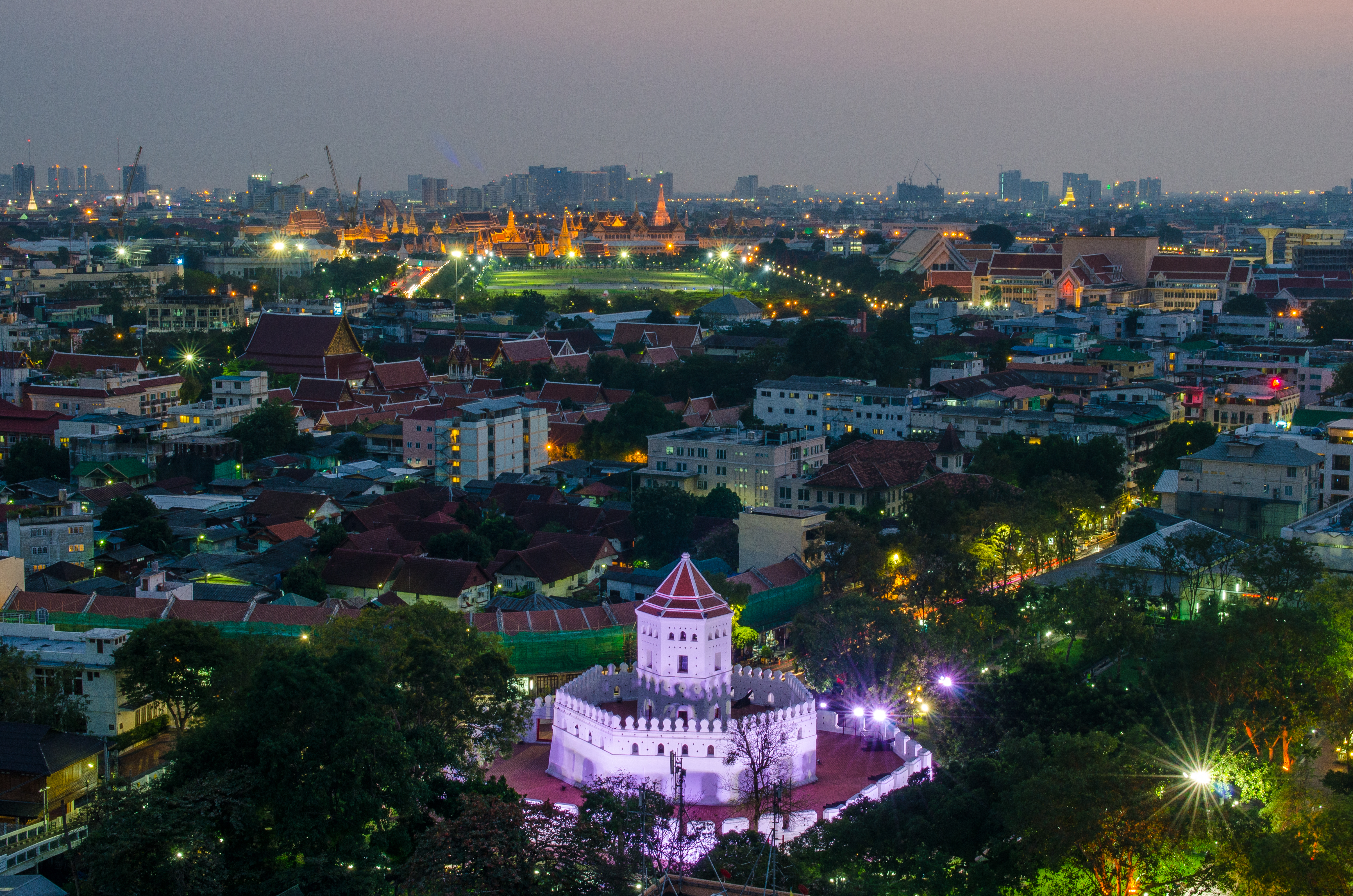
El fuerte Phra Sumen es uno de los fuertes originales que protegían la ciudad de Rattanakosin que aún se conservan.

Las Fortificaciones de Bangkok consisten en varias series de estructuras defensivas construidas para proteger la ciudad desde finales del periodo Ayutthaya hasta principios del periodo Rattanakosin. Las primeras estructuras fueron construidas cuando Bangkok era un puesto avanzado de Ayutthaya que protegía la entrada al río Chao Phraya durante los siglos XV y XVI. Estas estructuras se reforzaron cuando se convirtió en el sitio de efímera capital de Thonburi tras la caída de Ayutthaya en 1767.

## Historia

### Ayutthaya y Thonburi

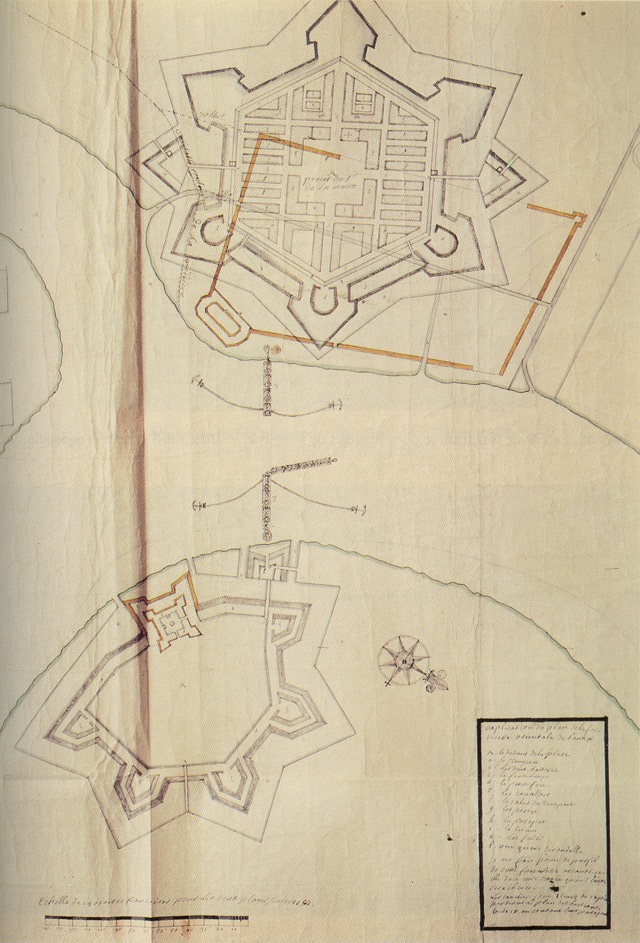

Como un importante puesto de avanzada que protegía el Chao Phraya, Bangkok (entonces ubicada en la orilla oeste del río) fue protegida por murallas. Un par de fuertes se ubicaron en la confluencia del antiguo cauce del río y el nuevo cauce principal excavado alrededor de 1538, a ambos lados del nuevo cauce. Los mapas occidentales de finales del siglo XVII muestran la muralla de la ciudad en forma rectangular, con el fuerte occidental a modo de cavalier elevado sobre la esquina sureste. Dos bastiones más pequeños protegían las esquinas noroeste y suroeste.

### Rattanakosin temprano

Mapa que muestra la ubicación de los fuertes y murallas de Bangkok.

Taksin fue derrocado en 1782 y el nuevo rey Phutthayotfa Chulalok (Rama I) restableció la capital como Rattanakosin, trasladando la ciudad propiamente dicha a la orilla oriental del río. Hizo cavar nuevos fosos exteriores, creando lo que hoy se conoce como Isla de Rattanakosin. Hizo reconstruir las nuevas fortificaciones a lo largo de estos nuevos límites, utilizando materiales recuperados de las antiguas murallas de la ciudad de Taksin y de las ruinas del antiguo fuerte del rey Narai, así como de las ruinas de las fortificaciones de Ayutthaya.
Las murallas de la ciudad de Rama I medían 7,2 kilómetros de longitud y rodeaban una superficie de 4,142 km². Se construyeron catorce fuertes defensivos a lo largo de las murallas y 63 puertas proporcionaban acceso a la ciudad amurallada.

### Fuertes de 1852
A mediados del siglo XIX, la ciudad amurallada de Rattanakosin estaba superpoblada y el rey Mongkut (Rama IV) ordenó la construcción del canal Phadung Krung Kasem para ampliar los límites de la ciudad. En 1852 se construyeron ocho nuevos fuertes para proteger la nueva frontera: siete a lo largo del canal y uno en la orilla opuesta del río, a la desembocadura del canal. Las murallas defensivas, que para entonces ya estaban obsoletas, ya no se construyeron.

### Demolición y preservación
Bangkok sufrió una rápida modernización a principios del siglo XIX, y para la década de 1920 muchos de los fuertes y las murallas de la ciudad habían sido demolidas para dar paso a la construcción de rutas y edificios. Durante el reinado del Rey Prajadhipok (Rama VII, 1925–1935), la Real Sociedad decidió preservar los dos fuertes originales restantes, Phra Sumen and Mahakan, por su valor histórico.
A día de hoy, quedan cuatro de los fuertes defensivos de Bangkok, uno de los cuales tiene uso militar. El Fuerte Wichaiprasit, el más antiguo, es ahora propiedad de la Real Armada Tailandesa. El Fuerte Phra Sumen y el Fuerte Mahakan están bajo el cuidado de la Administración Metropolitana de Bangkok (BMA), y parte del Fuerte Pong Patchamit se conserva detrás de la Oficina del Distrito Khlong San. Además, una sección de la muralla de la ciudad se conserva frente a Wat Bowonniwet, y otra sección permanece conectada al Fuerte Mahakan. Estas estructuras, así como los canales que formaban los fosos de la ciudad, están catalogadas como monumentos antiguos registrados.

## Estructuras actuales

### Fuerte Wichaiprasit

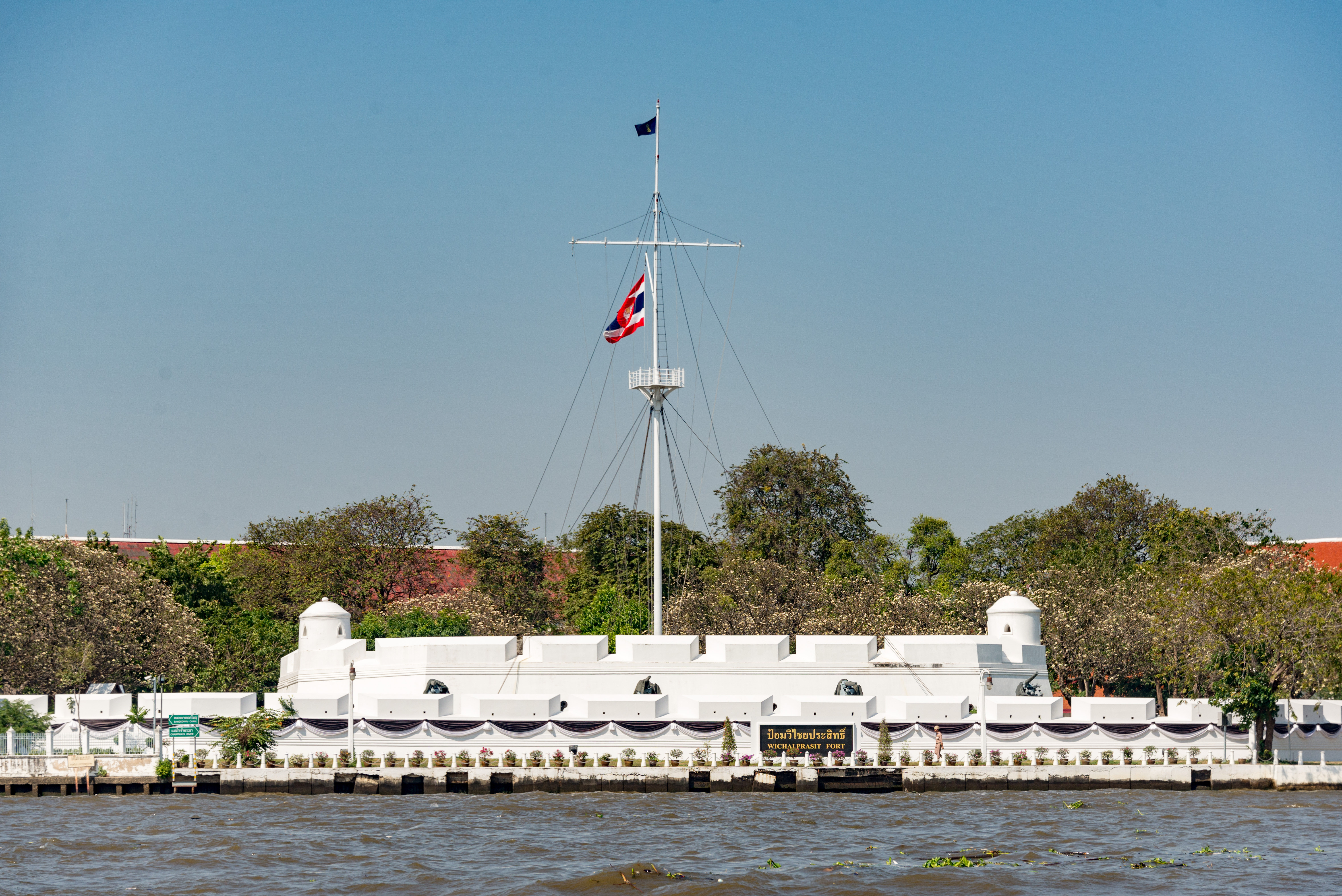
Fuerte Wichaiprasit.

En la actualidad, el Fuerte Wichaiprasit (13°44′32″N 100°29′27″E / 13.74222, 100.49083) es parte del Cuartel General de la Real Armada Tailandesa. El fuerte, junto con el Palacio Real de Thonburi, fueron donados para el establecimiento de la Real Academia Naval Tailandesa en 1903, y se convirtió en el hogar del Cuartel General de la armada cuando la academia fue reubicada en 1946. Un mástil de bandera con aparejo de cangreja se erigió en 1971, y desde entonces se ha utilizado para enarbolar la insignia naval. El fuerte se ha utilizado ceremonialmente para disparar salvas de cañón desde 1979, cuando el Puente Memorial se bajó permanentemente, impidiendo que los buques de guerra navegaran río arriba para realizar dicha tarea.

### Fuerte Phra Sumen
El Fuerte Phra Sumen es el más septentrional de los fuertes originales de Rattanakosin, localizado en la desembocadura del Khlong Rop Krung donde se encuentra con el río, en la actualidad la esquina de las calles Phra Sumen y Phra Athit (13°45′50″N 100°29′45″E / 13.76389, 100.49583). El fuerte octogonal está construido en mampostería sobre bases de zapatas de 2 metros de profundidad. Tiene 45 metros de diámetro y una altura de 10,5 metros medidos hasta la parte superior de las almenas en forma de sema del nivel superior. El fuerte tiene almenas rectangulares en el nivel inferior y está coronado por una torre heptagonal techada, la cual se derrumbó en algún momento entre los reinados de los reyes Rama V y Rama VII y fue reconstruida para celebrar el bicentenario de la fundación de la ciudad. El área circundante se convirtió a posteriori en el Parque Santichaiprakan, que se inauguró en el año 2000.

### Fuerte Mahakan

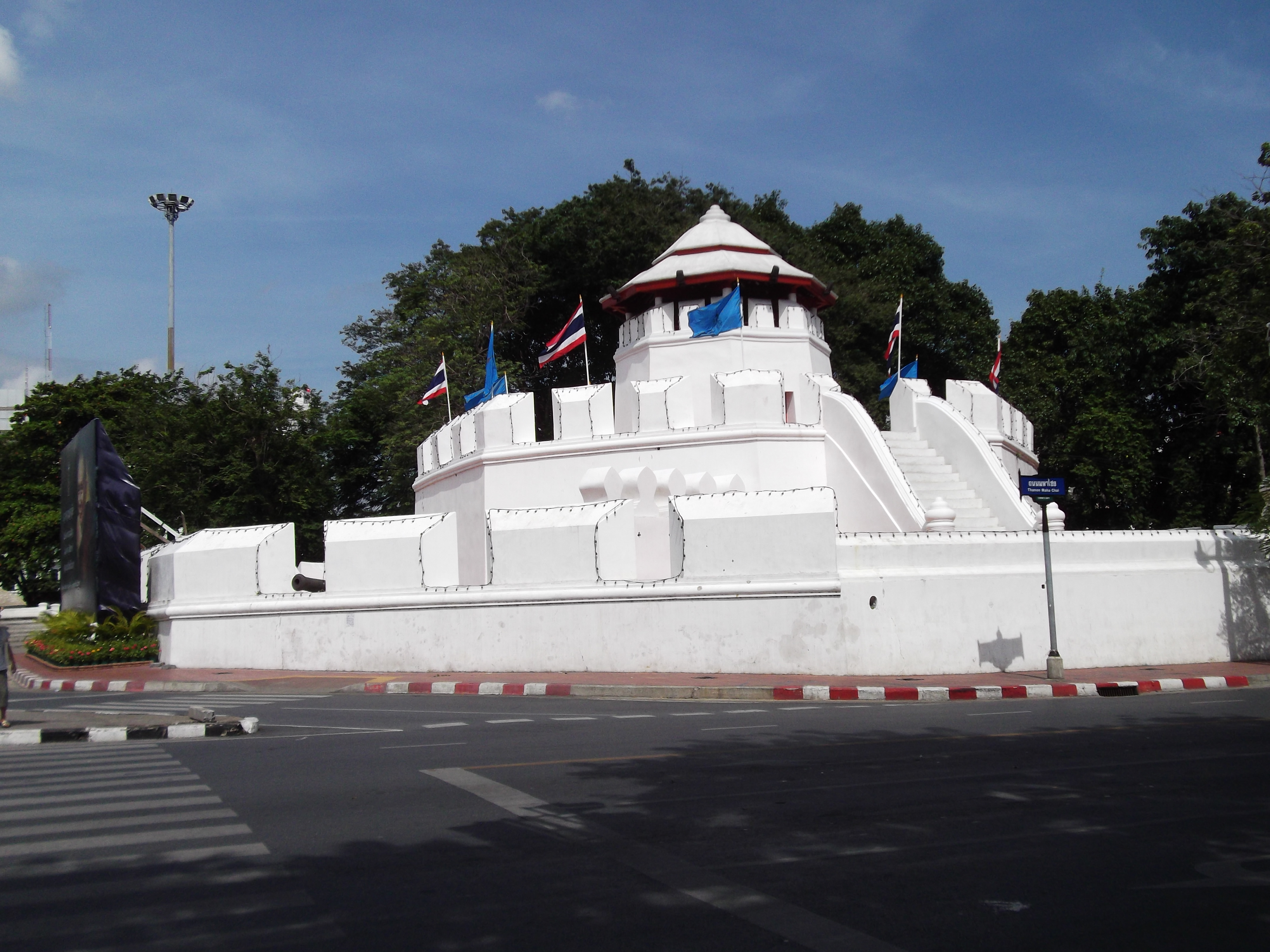
El Fuerte Mahakan.

El Fuerte Mahakan es el más oriental de los muros de Rattanakosin, situado en la actualidad junto al Puente Phan Fa Lilat de la Avenida Ratchadamnoen y en la intersección de Khlong Maha Nak (comienzo del Canal Saen Saep) y Khlong Rop Krung (13°45′20″N 100°30′20″E / 13.75556, 100.50556).  El fuerte, también de forma octogonal y en tres niveles, tiene un diámetro de 38 metros y una altura de 19 metros, medida hasta el techo de la torre octogonal. El Fuerte Mahakan tiene almenas rectangulares tanto en sus niveles inferior como superior, mientras que la sección conectada de 180 metros de largo de las murallas de la ciudad presenta almenas en forma de sema. El fuerte y las murallas también fueron restaurados en 1981 para el bicentenario de la ciudad.
Cerca del Fuerte Mahakan, entre la muralla de la ciudad y el canal, se encuentra una antigua comunidad cuyas casas sirven como ejemplo de  arquitectura vernácula histórica. La comunidad ha estado involucrada en una lucha de décadas contra el desalojo por parte de la BMA, que pretende desarrollar el área como un parque público. Aunque en la década de 2000 se habían hecho acuerdos para preservar y desarrollar el barrio como un museo viviente, los acuerdos luego fracasaron y la BMA comenzó a demoler casas cuyos propietarios aceptaron una compensación en 2016. En abril de 2018, todos los residentes restantes fueron desalojados debido a os planes de derribar los edificios remanentes. Sin embargo, la página de Facebook de la comunidad del Fuerte Mahakan anunció una iniciativa para crear una base de datos en línea sobre la comunidad y está recopilando información mediante crowdsourcing sobre el sitio. En julio de 2018, BMA se desarrolló por completo en el área circundante del Fuerte Mahakan para convertirlo en un parque público y una exposición del fuerte. 

### Muralla de la ciudad frente a Wat Bowonniwet
Otra sección de la muralla de la ciudad, de 40 metros de longitud, junto con una puerta de torre, permanece frente a Wat Bowonniwet (13°45′36″N 100°30′06″E / 13.76000, 100.50167). El muro tiene 1,8 metros de espesor y 6 metros de alto. También presenta almenas en forma de sema, los escalones junto a la puerta proporcionan acceso a la parte superior de la muralla. El techo puntiagudo de 12 metros de la puerta, que se había derrumbado anteriormente, fue reconstruido en 1981 utilizando evidencia fotográfica del reinado del rey Rama V.

### Fuerte Pong Patchamit

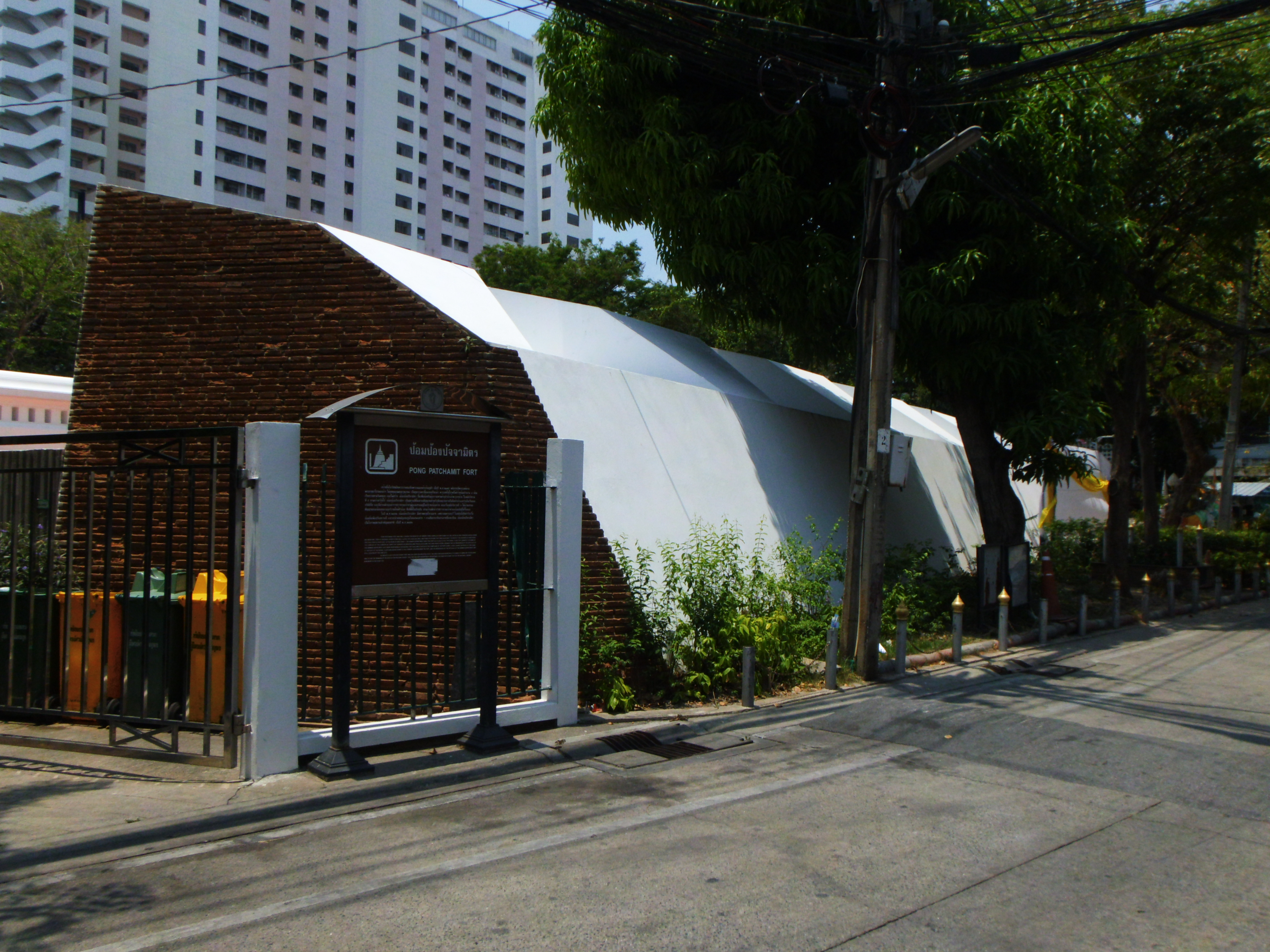
Sección de los muros del Fuerte Pong Patchamit.

El Fuerte Pong Patchamit es el único que queda de los que se construyeron entre 1852 y 1854 para proteger el canal Phadung Krung Kasem. A diferencia de los fuertes anteriores, que eran torres en la muralla de la ciudad, estos eran grandes fuertes en forma de estrella similares a los de diseño occidental. EL Fuerte Pong Patchamit está situado en a orilla oeste del río, actualmente en el Distrito Khlong San (13°43′51″N 100°30′34″E / 13.73083, 100.50944). Protegía el río junto con el Fuerte Pit Patchanuek, situado enfrente, y disparaba salvas de cañón para recibir a los enviados reales durante la época del Rey Mongkut. Durante el reinado del Rey Chulalongkorn, el Departamento de Marina comenzó a izar banderas de señales desde un mástil instalado en el fuerte.
Actualmente, solo queda una pequeña sección del fuerte (una superficie estimada de 852 metros cuadrados de los 10233 metros cuadrados originales). Si bien las solicitudes oficiales para desmantelar el fuerte en busca de materiales ya estaban documentadas en 1907, inicialmente fueron rechazadas y se desconoce cuándo tuvo lugar la demolición parcial. El sitio permanece bajo la autoridad del Departamento de Marina, mientras que el edificio de la Oficina del Distrito de Khlong San ahora ocupa parte del área anterior del fuerte.